# O binocular
La O binocular (Ꙫ, ꙫ) es una de las variantes exóticas de la letra cirílica O. Este glifo puede encontrarse en algunos manuscritos como formas plurales del lexema «Ꙫчи», que significa "ojos".
Se incorporó a Unicode como el carácter U+A66A en mayúscula y como el carácter U+A66B en minúscula.